# 南阿蘇水の生まれる里白水高原駅
南阿蘇水の生まれる里白水高原駅（みなみあそみずのうまれるさとはくすいこうげんえき）は、熊本県阿蘇郡南阿蘇村大字中松にある南阿蘇鉄道高森線の駅。かつては読み・表記ともに日本最長の駅名であった時期があり、しばしば「白水高原駅」と省略されて表記されている。

## 歴史
- 1992年（平成4年） 4月1日：開業[2][3]。
- 2016年（平成28年）4月14日・4月16日：熊本地震によって路線の橋梁やトンネル躯体に損傷が発生し、当駅を含む区間で運転見合わせとなり営業を休止。
- 2023年（令和5年）7月15日：立野 - 中松間が復旧、全線にて運転を再開[4]。

### 駅名について
当駅の駅名は読み仮名で22文字、表記では14文字となり、開業当初から日本一長い駅名であった。表記では単独で日本最長であった一方、読み仮名では鹿島臨海鉄道大洗鹿島線の長者ヶ浜潮騒はまなす公園前駅（表記13文字で日本2位）と同率での1位であった。
2001年（平成13年）4月2日、一畑電気鉄道（現：一畑電車）北松江線古江駅がルイス・C・ティファニー庭園美術館前駅（読み仮名24文字、正式表記18文字）に改称されたことで、当駅は「日本一長い駅名」の座を読み・表記ともに明け渡した。
2007年（平成19年）5月21日、ルイス・C・ティファニー庭園美術館前駅が松江イングリッシュガーデン前駅（正式表記で14文字、読み仮名で16文字）に改称されたことで、当駅は読みで再び日本最長の駅名となった。
2015年（平成27年）3月14日、富山地方鉄道富山軌道線呉羽線新富山停留場が、富山トヨペット本社前（五福末広町）停留場（読み24文字・表記17文字、現：トヨタモビリティ富山 Gスクエア五福前（五福末広町）停留場）と改称し、当駅は読みでも日本最長ではなくなった。

## 駅構造
単式ホーム1面1線を有する地上駅。開業当初から無人駅である。十二角形の開放的なログハウス風待合所が置かれている。

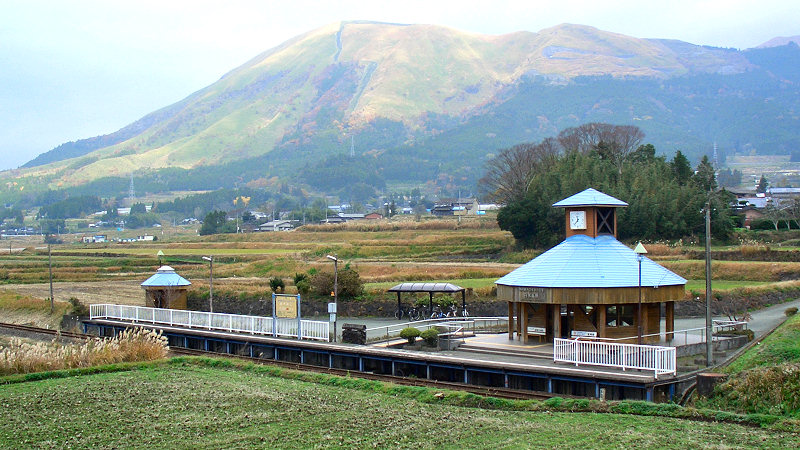
ホーム（2006年11月）
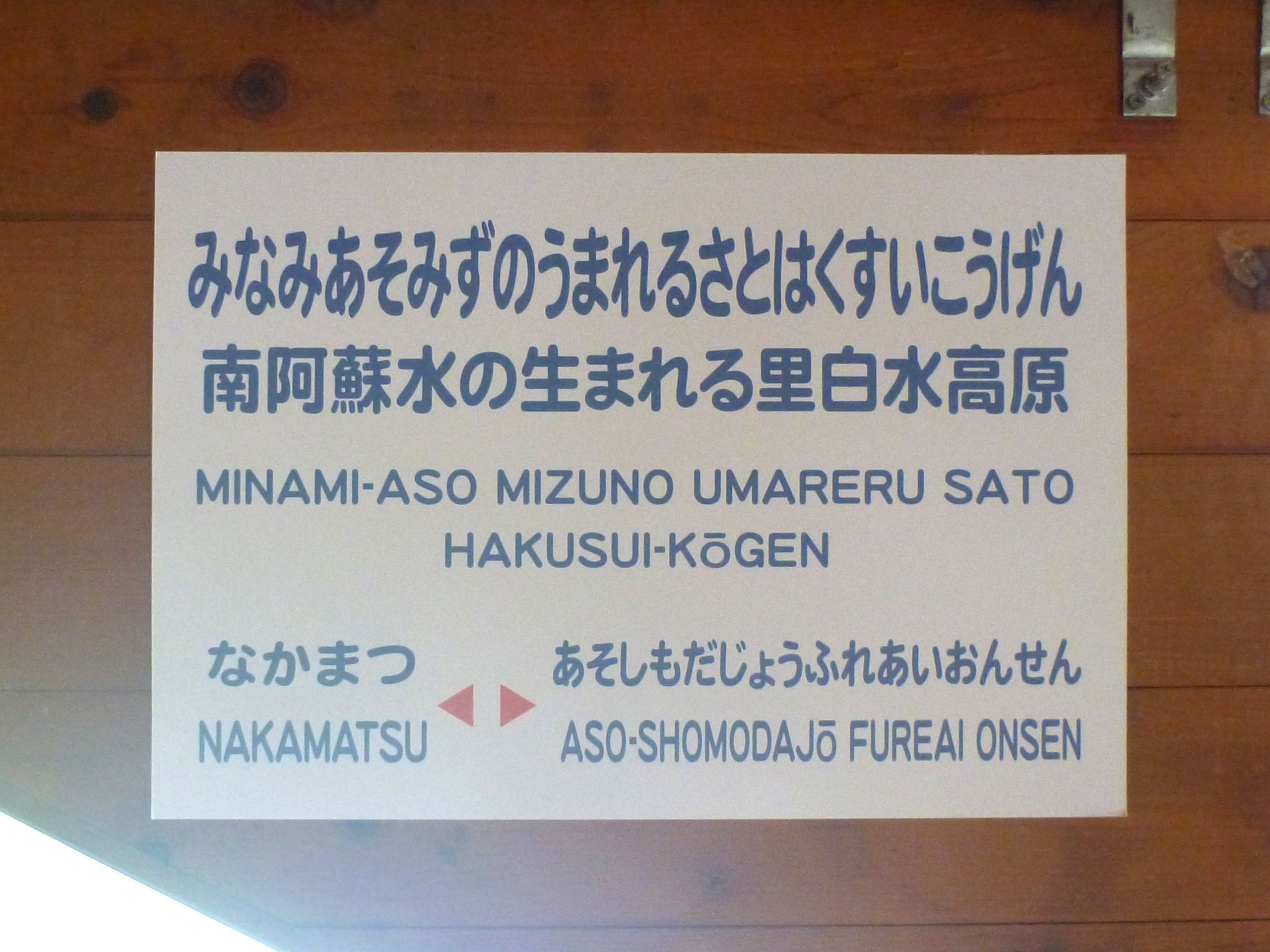
駅名標（2018年5月、待合所内）

## 利用状況
| 1日乗降人員推移 | 1日乗降人員推移 |
| 年度            | 1日平均人数     |
| --------------- | --------------- |
| 2011年          | 54              |
| 2012年          | 57              |
| 2013年          | 60              |
| 2014年          | 47              |
| 2015年          | 32              |
| 2016年          | 営業休止        |
| 2017年          | 営業休止        |
| 2018年          | 営業休止        |
| 2019年          | 営業休止        |
| 2020年          | 営業休止        |
| 2021年          | 営業休止        |

## 駅周辺
辺りは一面の田園地帯で、多数の湧水池がある。

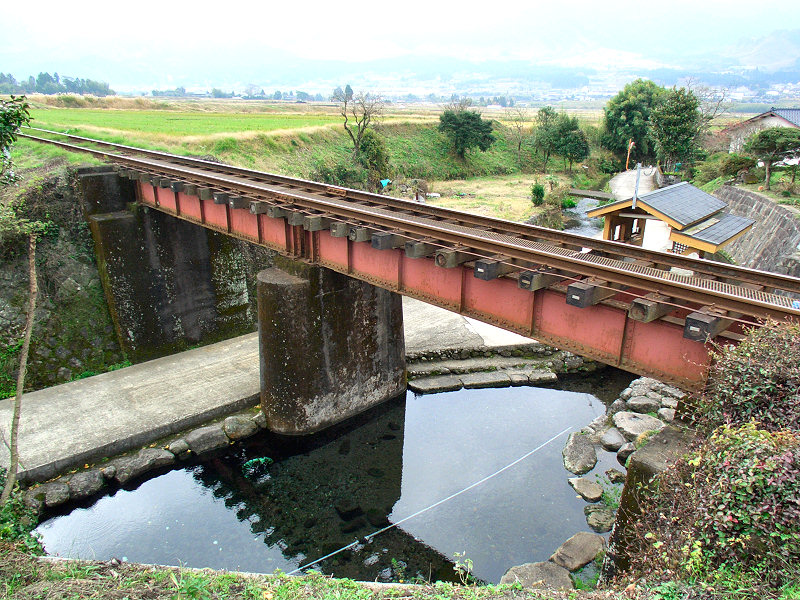
寺坂水源（2006年11月）

- 国道325号 - バイパスと旧道（現・村道）があり2本併走している。　旧道は当駅から約200 mの距離にある。
- 寺坂水源 - 約300 m。
- 湧沢津水源 - 約700 m。
- 塩井社水源 - 約1.4 km。熊本地震の影響で一時水源が枯れていたが[9]、2018年に回復している[10]。
- 白川水源

### バス路線
- 産交バス
  - 川地後（かわぢご） - 旧国道（村道）上にある。

ゆるっとバス（白水コース） -  高森中央行き / 立野駅（下田駅前経由）行き

## 隣の駅
南阿蘇鉄道
■高森線
阿蘇下田城駅 - 南阿蘇水の生まれる里白水高原駅 - 中松駅